# تنكس بقعي

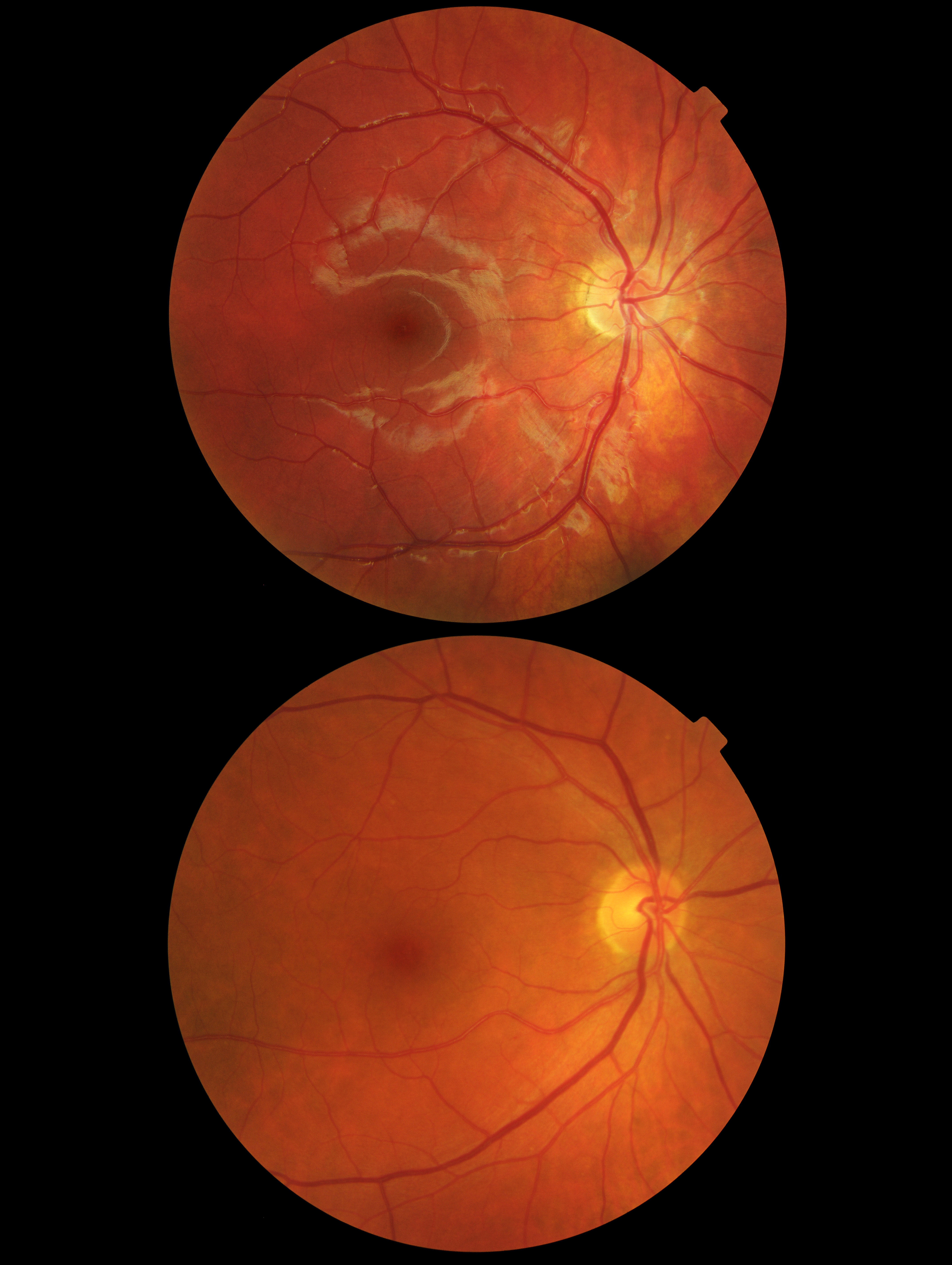

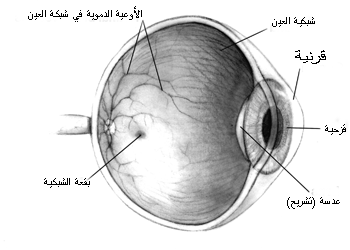
العين البشرية مشاهدة مقطعية

التنكس البقعي المرتبط بالسن هو حالة طبية عادة ما تُصيب كبار السن وتؤدي إلى فقدان البصر في مركز المجال البصري (البقعة) بسبب التلف الذي يلحق بالشبكية. وهو يحدث في أشكال «جافة» و«رطبة»، وهو السبب الرئيسي لضعف البصر في كبار السن (أكبر من 50 سنة). التحلل البقعي يمكن أن يجعل من الصعب أو المستحيل القراءة أو التعرف على الوجوه، على الرغم من أن الرؤية المحيطية تبقى كافية للسماح للأنشطة الأخرى في الحياة اليومية.
الطبقة الداخلية للعين هي شبكية العين، التي تتضمن الأعصاب التي توصل البصر؛ وراء شبكية العين يوجد غلاف العين المشيمي، الذي يتضمن إمدادات الدم إلى جميع الطبقات الثلاث في العين، بما في ذلك البقعة (الجزء المركزي من شبكية العين الذي يحيط بالقرص البصري). في النموذج الجاف (غير نضحي)، يسمى الحطام الخلوي براريق شفافة تتراكم بين الشبكية وغلاف العين المشيمي، ويمكن أن تصبح الشبكية منفصلة. أما في النموذج الرطب (نضحي)، والذي هو أكثر شدة، فإن الأوعية الدموية تنمو من المشيمية وراء شبكية العين، ويمكن أيضا أن تصبح الشبكية منفصلة. يمكن معالجة هذه الحالة مع تخثر الليزر، ومع الدواء الذي يوقف النمو في بعض الأحيان ويعكس نمو الأوعية الدموية.
على الرغم من أن بعض حالات الضمور البقعي المؤثر على الأفراد الأصغر سنا يشار إليه أحيانا بالتنكس البقعي، إلا إن هذا المصطلح يشير عادة إلى التنكس البقعي المرتبط بالسن (AMD أو ARMD).
التنكس البقعي المرتبط بالسن يبدأ برواسب صفراء مميزة في البقعة (المنطقة المركزية من شبكية العين، التي توفر رؤية تفصيلية مركزية) وتسمى هذه الرواسب براريق شفافة، وتتواجد بين الظهارية الصبغية الشبكية وغلاف العين المشيمي الأساسي. معظم الناس مع هذه التغييرات المبكرة (يشار إليها باعتلال البقعة المرتبط بالسن) لديهم رؤية جيدة. ويمكن للناس مع وجود البراريق الشفافة المضي قدما بتطوير أيه إم دي المتقدم. تكون المخاطرة أعلى بكثير عندما تكون البراريق الشفافة كبيرة الحجم وعديدة ومرتبطة مع اضطرابات في طبقة الخلايا الصباغية تحت البقعة. تشير الأبحاث الحديثة التي تتعلق بالبراريق الشفافة الكبيرة والناعمة إلى رواسب كولسترول مرتفعة يمكن ان تستجيب للعوامل المخفضة للكولسترول.

## التصنيف

### أيه إم دي الجاف
الضمور الجغرافي المركزي، وهو الشكل «الجاف» من التنكس البقعي المرتبط بالسن المتقدم، ينتج من الضمور في الطبقة الظهارية الصبغية الشبكية اسفل شبكية العين، والذي يسبب فقدان البصر من خلال فقدان المستقبلات الضوئية (الخلايا العصوية والخلايا المخروطية) في الجزء المركزي من العين. لا يوجد علاج طبي أو جراحي لهذه الحالة، ولكن مكملات الفيتامين مع الجرعات العالية من مضادات الأكسدة واللوتين وزياكسانثين، مقترحة من قبل المعهد الوطني للعيون وغيرها من اجل ابطاء تطور التنكس البقعي، وفي بعض المرضى يحسن الحدة البصرية.
لم يكن بيتا كاروتين وقائيا. انظر أيضا المكملات الغذائية (أدناه).

### أيه إم دي الرطب
اتساع الأوعية الدموية أو التنكس البقعي المرتبط بالسن النضحي، " هو الشكل " الرطب" من أيه إم دي المتقدم، ويسبب فقدان الرؤية نتيجة لنمو الأوعية الدموية غير الطبيعية (اتساع الأوعية الدموية المشيمية) في المشيماء الشعيرية، من خلال غشاء بروخ، مما يؤدي في النهاية إلى تسريب الدم والبروتين تحت البقعة. النزيف والتسريب والتندب من تلك الأوعية الدموية يسبب أضرارا في المستقبلات الضوئية يتعذر إصلاحها في النهاية وفقدان البصر السريع إذا تركت بدون علاج.
حتى عهد قريب، لم تعرف علاجات فعالة للتنكس البقعي الرطب. ومع ذلك، يمكن للعقاقير الجديدة، المسماة العوامل المضادة- للوعائية أو anti-VEGF (المضادة لمورثة نمو الأوعية الدموية البطانية)، أن تؤدي إلى انحسار في الأوعية الدموية غير الطبيعية وتحسين الرؤية عند حقنها مباشرة في خليط الجسم الزجاجي للعين. يجب أن يتكرر الحقن بشكل شهري أو نصف شهري. أمثلة من هذه العوامل تشمل رانيبيزوماب (الاسم التجاري لوسينتس) وبيفاسيزوماب (الاسم التجاري أفاستين، وهو قريب وثيق كيميائيا من رانيبيزوماب) وباغابانتيب (الاسم التجاري ماكوغين). تمت الموافقة على رانيبيزوماب وباغابانتيب فقط من إدارة الاغذية والعقاقير (FDA) لعلاج أيه إم دي اعتبارا من أبريل 2007. لم تتم الموافقة على بيفاسيزوماب للاستخدام داخل العين، ولكن تمت الموافقة عليه لمؤشرات جهازية أخرى. باغابانتيب (ماكوغين) له فوائد في اتساع الأوعية الدموية أيه إم دي وقد تمت الموافقة على مثل هذا الاستخدام. في جميع أنحاء العالم، تم استخدام بيفاسيزوماب على نطاق واسع على الرغم من وضعه «خارج التسمية». تكلفة رانيبيزوماب (لوسينتس) حوالي 2000 دولار أمريكي لكل معالجة في حين أن تكلفة (أفاستين) حوالي 150 دولارا أمريكيا لكل معالجة. كلا العقارين صنعا بواسطة شركة جينينتيك. أصدر معهد نيس (المعهد الوطني للصحة والتفوق السريري) في المملكة المتحدة إرشادات  لمعالجة أيه إم دي الرطب في NHS (هيئة الخدمات الصحية الوطنية). اعتمد نيس فقط استخدام رانيبيزوماب (الاسم التجاري لوسينتس) لعلاج أيه إم دي الرطب في هيئة الخدمات الصحية الوطنية في إنكلترا. هناك حاجة لمستشفيات هيئة الخدمات الصحية الوطنية وصناديق الرعاية الأولية في انكلترا لمتابعة إرشادات نيس. فقط حوالي 10% من المرضى الذين يعانون من التنكس البقعي لديهم النوع الرطب.
كما تم استخدام العلاج الضوئي لعلاج إيه إم دي الرطب.

## العلامات والأعراض
- البراريق الشفافة
- التغييرات الصباغية

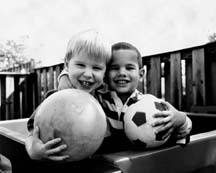
رؤية طبيعية (أبيض وأسود)

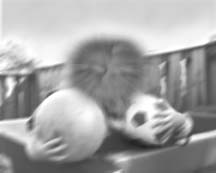
نفس وجهة النظر مع التنكس البقعي المرتبط بالسن (أبيض وأسود)

- التغييرات النضحية: النزيف في العين والإفرازات الصلبة والشبكية الفرعية / مورثات RPE الفرعية / السوائل داخل الشبكية
- الضمور: بدايته وجغرافيته
- حدة البصر تتناقص بشكل كبير (على مستويين أو أكثر) مثلا من: 20/20 إلى 20/80.
- التغيير في قياس مجال حدة البصر المفرطة التفضيلية (لإيه إم دي الرطب)[7]
- الرؤية الضبابية: أولئك المصابون بالتنكس البقعي الغير نضحي قد تكون حالتهم عديمة الأعراض أو يلاحظون فقدان تدريجي للرؤية المركزية، في حين أن أولئك الذي يعانون من التنكس البقعي النضحي يلاحظون غالبا بداية سريعة في فقدان الرؤية.
- نقطة معتمة مركزية (ظلال أو مناطق مفقودة من الرؤية)
- تشوش الرؤية (أي تشوه المرئيات) -- شبكة من الخطوط المستقيمة تبدو متموجة وأجزاء من الشبكة قد تظهر فارغة. غالبا ما يلاحظ المرضى هذا أولا عندما ينظرون في الستائر المعدنية المصغرة في منازلهم.
- مشكلات تمييز الألوان؛ تحديد الغامقة من تلك الغامقة والفاتحة من تلك الفاتحة.
- بطء استرداد الوظيفة البصرية بعد التعرض لضوء ساطع
- خسارة في حساسية التباين.

التنكس البقعي في حد ذاته لا يؤدي إلى العمى الكلي. ولهذا، فإن عددا قليلا جدا فقط من الأشخاص الذين لديهم ضعف الرؤية مكفوفون بالكامل. وتقريبا في جميع الحالات، يتبقى بعض الرؤية. الحالات الأخرى المعقدة والتي قد تؤدي إلى حالة حادة من هذا القبيل (السكتة الدماغية الشديدة أو الصدمة، والزرق غير المعالج، الخ)، ولكن قلة من مرضى التنكس البقعي يختبرون فقدان البصر الكلي. مساحة البقعة تشمل فقط حوالي 2,1% من شبكية العين، والباقي 97.9% (المجال المحيطي) يظل غير متأثر بهذا المرض. ومن المثير للاهتمام، انه وعلى الرغم من أن البقعة توفر نسبة ضئيلة من مجال الرؤية، إلا أن ما يقرب من نصف القشرة المخية الإبصارية مخصصة لمعالجة المعلومات البقعية.
فقدان الرؤية المركزية يؤثر تأثيرا بالغا في الأداء البصري. إنه ليس الممكن، على سبيل المثال، أن تقرأ من دون الرؤية المركزية. الصور التي تحاول تصوير فقدان الرؤية المركزية بسبب التحلل البقعي ببقعة سوداء لا تنصف الطبيعة المدمرة لفقدان الرؤية. يمكن البرهنة على ذلك بواسطة حروف طباعة بارتفاع 6 بوصة على قطعة من الورق، ومحاولة التعرف عليها أثناء النظر إلى الأمام بشكل مستقيم وامساك هذه الورقة قليلا بشكل جانبي. يجد معظم الناس صعوبة في القيام بهذا.
هناك فقدان في حساسية التباين، حتى أن الملامح والظلال، ورؤية الألوان تكون أقل حيوية. ويمكن لفقدان في حساسية التباين ان يكون سريعا وسهل القياس بواسطة اختبار حساسية التباين وممكن اجراءه سواء في المنزل أو عن طريق متخصص في العيون.
قد تحدث أعراض مماثلة مع مسببات مختلفة جدا ومعالجة مختلفة ويكون سبببها الغشاء فوق الشبكي أو التجعد البقعي أو تسريب الأوعية الدموية في العين.

## الأسباب

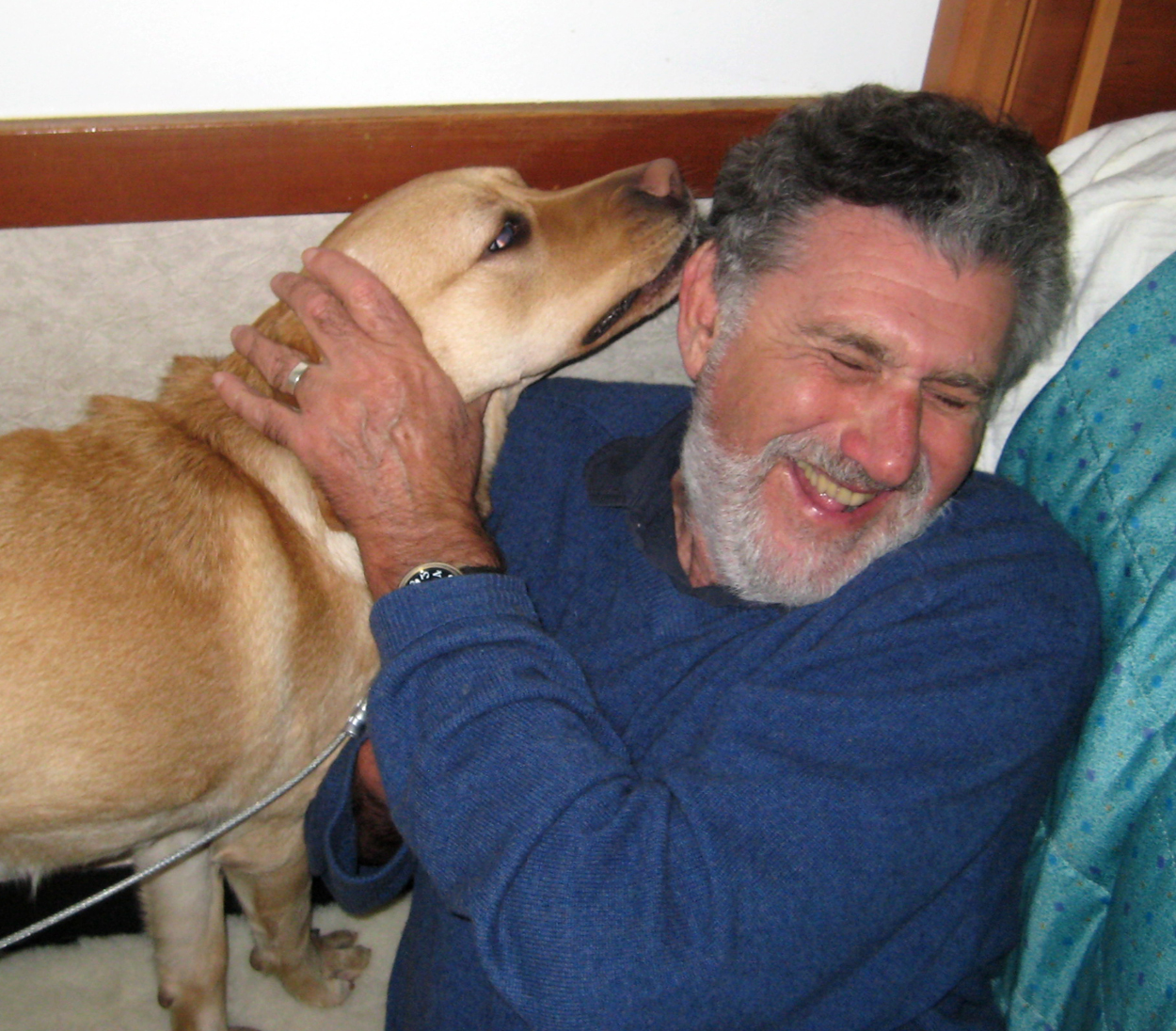
اختصاصي علم النفس الاجتماعي إليوت أرونسون، مصور هنا مع الدليل الكلب، واصل التدريس والكتابة بعد خسارته لرؤيته المركزية بسبب التنكس البقعي.

- الشيخوخة: حوالي 10% من المرضى الذين تتراوح اعمارهم من 66 حتي 74 سنة يكون لديهم نتائج التنكس البقعي. ويزيد انتشار المرض إلى 30% في المرضى الذين تتراوح اعمارهم من 75 حتى 85 سنة.[12]
- تاريخ الأسرة: إن عمر الخطر لتطور المرحلة-المتاخرة من التنكس البقعي هو 50% بالنسبة للأشخاص الذين لديهم أقارب مصابون بالتنكس البقعي، مقابل 12% للأشخاص الذين ليس لديهم أقارب مصابون بالتنكس البقعي، حيث أن نسبة الخطر في حالة القرابة أربعة أضعاف.[12] الباحثون من جامعة ساوثهامبتون أفادوا في 7 أكتوبر 2008 أنهم اكتشفوا ستة طفرات في مورثة مثبط سي1 التي ترتبط مع إيه إم دي. يمكن للطفرات في هذه المورثة ان تسبب أيضا وذمة وعائية وراثية.

التنكس البقعي الجيني: إن المورثات في بروتينات جملة المتممة (نظام المتتمات) هي مورثة H (CFH)، B مورثة (CFB) ومورثة 3 (C3)، تم تحديدها لتكون مرتبطة بقوة مع مخاطر تعرض الشخص لتطور التنكس البقعي. تشترك CFH في تثبيط توسط الاستجابة الالتهابية عبر C3b (و المسار البديل في المتممة) على حد سواء من خلال العمل بمثابة المورثة المساعدة لانقسام C3b إلى شكلها الخامل، C3bi، وإضعاف المركب النشط الذي يتشكل بين مورثة C3b ومورثة B. C البروتين التفاعلي وعلامات سطح البولي أنيوني مثل الجليكوزامينوجليكان يعزز عادة قدرة H مورثة لمنع المتممة لكن الطفرة في CFH (Tyr402His) تقلل من تقارب CFH عن CRP، وربما يغير أيضا من قدرة H مورثة لتعرف جليكوزامينوجليكان محدد. هذا التغيير نتيجة لانخفاض قدرة CFH على تنظيم المتممة على الأسطح الحساسة مثل الغشاء المتخصص في الجزء الخلفي من العين يؤدي لزيادة الاستجابة للالتهابات داخل البقعة. في دراستين تم اجرائهن عام 2006 في جامعة ييل في قسم علم الاوبئة والصحة العامة وقسم طب العيون والعلوم البصرية، ومركز العيون موران في جامعة يوتا في كلية الطب، تم تحديد مورثة أخرى لها آثار على المرض، المسماة HTRA1 (ترميزها الأنزيم البروتيني سيرين المخفي). 
هناك العديد من المورثات الأساسية في mtDNA التي تشارك في النسخ والترجمة، جنبا إلى جنب مع بعض المورثات ذات الأهمية الحاسمة في الآلية التي تحول الطاقة الاستقلابية إلى ATP (الأدينوسين ثلاثيُّ الفوسفات). وتشمل هذه الأنزيمات NADH نازعة هيدروجين والسيتوكروم c أكسيداز ويوبيكوينول / السيتوكروم c أوكسيدوريدوكتاز وسينسيز ATP، فضلا عن مورثات الحمض النووي الريبي الريباسي الفريدة من نوعها ونقل جزيئات الحمض النووي الريبي (الرنا) التي تتطلبها ترجمة تلك المورثات إلى بروتينات.

وهناك أمراض محددة ترتبط بطفرات ببعض هذه المورثات. أدناه هي واحدة من المورثات المتضررة والأمراض التي تنشأ من الطفرة فيها.
- - طفرة مورثة سينسيز ATP: التهاب الشبكية الصباغي (RP) هو اختلال وظيفي مرتبط وراثيا بشبكية العين ويرتبط بطفرة ثلاثي فوسفات الأدينوسين (ATP) 615,1617

و يتضمن الجينيوم المتقدري (الميتوكوندري) (mtDNA) في البشر كروموسوم واحد دائري حوله 16569 زوج قاعدي، وتحتوي كل مُتَقَدِّرة (ميتوكُندريا) من 5 حتى 10 نسخ من صبغية المتقدرية.
- '''مرض ستارغاردت''' (STGD، المعروف أيضا باسم التنكس البقعي في الأحداث (الصبيان)) هو اضطراب وراثي متنح في شبكية العين يتميز ببدء ظهور الضمور البقعي في الأحداث، وحدوث تغييرات في شبكية العين المحيطية، وترسيب مواد شبه-لابوفيسينيه تحت الشبكية. تم تخطيط ترميز الجينات في ناقل ATP الشريط الملزم (ABC) إلى فاصل 2-cM (سنتي مورغان) عند 1p13-p21 الظاهر مسبقا عن طريق تحليل العلاقة لإخفاء مورثة STGD. يتم تحديد هذه المورثة، ABCR، على وجه الحصر، وعلى مستويات عالية في شبكية العين، في الخلايا النبوتية (العصوية) المستقبلة للضوء وليس في الخلايا المخروطية، كما تم الكشف عنه بواسطة التهجين الموضعي. وكشفت التحاليل الطفرية فيما يتعلق بعائلات ABCR في STGD ما مجموعه 19 طفرة مختلفة بما في ذلك طفرات متماثلة الجينات في عائلتين لديهما والدين ذوا قربى. هذه البيانات تشير إلى أن ABCR هي المورثة السببية ل STGD/FFM.[15]
- البراريق الشفافة: دراسات ال CMSD تشير إلى أن البراريق الشفافة تشبه في التركيب الجزيئي صفائح ورواسب في الأمراض الأخرى المرتبطة بالعمر مثل مرض الزهايمر وتصلب الشرايين. في حين أن هناك نزعة لتوجيه اللوم للبراريق الشفافة بالنسبة للفقدان التدريجي للرؤية، يمكن لرواسب البراريق الشفافة أن تكون متواجدة في شبكية العين من دون أن تسبب فقدان الرؤية. بعض المرضى الذين لديهم رواسب كبيرة من البراريق الشفافة تكون حدة الرؤية عندهم طبيعية. إذا كان استقبال الشبكية طبيعيا وإرسال الصورة أمر ممكن أحيانا في شبكية العين عند وجود تركيزات عالية من البراريق الشفافة، ثم حتى لو كانت البراريق الشفافة متورطة في فقدان الوظيفة البصرية، فيجب أن يكون هناك واحد على الأقل من المورثات الأخرى الذي يفسر فقدان الرؤية.
- البديل Arg80Gly من بروتين المتممة C3: أظهرت دراستان مستقلتان نشرتا في مجلة نيو انجلاند للطب وعلم الوراثة الطبيعة في 2007 أن حدوث طفرة محددة امر شائع في مورثات C3 وهو البروتين الرئيسي للجملة المتممة الذي يرتبط بقوة مع حدوث التنكس البقعي المرتبط بالسن.[16][17] واعتبر مؤلفو كلا الورقتين ان دراستهم جاءت للتأكيد على تأثير المتممة في التسبب بهذا المرض.
- فرط ضغط الدم: المعروف أيضا باسم ارتفاع ضغط الدم.
- حالة القلب والأوعية الدموية: ارتفاع الكولسترول والسمنة.
- تناول مقادير كبيرة من الدهون يقترن مع زيادة خطر التنكس البقعي في كل من النساء والرجال. الدهون توفر نحو 42% من الطاقة الغذائية في النظام الغذائي الأميركي العادي. في حين أن النظام الغذائي الذي يستمد ما يقرب من 20-25% من مجموع الطاقة الغذائية من الدهون هو على الارجح أكثر صحة. لذا فأن الحد من تناول الدهون إلى هذا المستوى يعني انخفاض كبير في استهلاك اللحوم الحمراء ومنتجات الألبان عالية الدسم مثل الحليب كامل الدسم والجبن والزبدة. تناول المزيد من أسماك المياه الباردة[18] (على الأقل مرتين أسبوعيا)، بدلا من اللحوم الحمراء، وتناول أي نوع من المكسرات قد يساعد مرضى التنكس البقعي.[12]
- الإجهاد التأكسدي: تم اقتراح ان التراكم المرتبط بالسن «لقليل وحدات(oligomers)» الميلانين المؤيد للأكسدة، السمي الضيائي، منخفض الوزن الجزيئي داخل اليحلول في ظهارة صبغية الشبكية قد يكون مسؤولا جزئيا عن انخفاض المعدل الهضمي في فئات الخلايا العصوية الخارجية المستقبلة للضوء (POS) من قبل مورثة RPE. تم تبين حدوث انخفاض في المعدل الهضمي في POS لتكون مرتبطة مع تشكيل ليبوفيسين وهي إشارة كلاسيكية مرتبطة بالتنكس البقعي.[19][20]
- طفرة فيبولين - 5: الأشكال النادرة في هذا المرض هي بسبب العيوب الوراثية في فيبولين- 5، على نمط صفة وراثية سائدة. في عام 2004 قام ستون وآخرون بتنفيذ مسح شامل على مرضى إيه إم دي 402 وكشفوا عن وجود علاقة ذات دلالة إحصائية بين الطفرات في فيبولين – 5 وحالات الإصابة بالمرض. وعلاوة على ذلك، تم العثور على موقع التحولات الوراثية في مواقع الكالسيوم الملزمة من مجالات cbEGF للبروتين. ليس هناك أسس هيكلية لآثار الطفرات.
- العرق: ومن الأرجح أن يتواجد التنكس البقعي في القوقازيين أكثر من المنحدرين من أصل أفريقي.[21][22]
- التعرض لأشعة الشمس وخصوصا الضوء الأزرق: هناك أدلة متضاربة بشأن ما إذا كان التعرض لأشعة الشمس يسهم في تطوير التنكس البقعي. وجدت دراسة حديثة في المجلة البريطانية لطب العيون على 446 موضوعا أن التعرض لأشعة الشمس لا يؤثر على التنكس البقعي[23] ومع ذلك فقد دلت أبحاث أخرى على أن الضوء المرئي عالي الطاقة (HEV) قد يسهم في التنكس البقعي المرتبط بالسن.[24][25][26]
- التدخين: تدخين التبغ يزيد من خطر الإصابة بالتنكس البقعي من مرتين إلى ثلاث مرات مقارنة بالاشخاص الذين لم يدخنوا قط، وربما يكون هذا أهم عامل قابل للتعديل في الوقاية من التنكس البقعي. وتبين مراجعة دراسات سابقة ان «مراجعة الأدبيات يؤكد ذلك الارتباط القوي بين التدخين حاليا، وأيه إم دي... من المرجح ان يكون لتدخين السجائر آثار سامة على شبكية العين.»[27]
- حذف CFHR3 وCFHR1: حذف مورثة H المتممة المرتبطة بمورثات CFHR3 وCFHR1 يحمي من التنكس البقعي المرتبط بالسن.[28][29]

## الاختبارات الوراثية
التطبيق العملي لعلامات أيه إم دي المرتبط هو في التنبؤ بتطور أيه إم دي من المراحل الأولى من المرض إلى اتساع الأوعية الدموية. وقد تم تطوير اختبارات وراثية تجارية للسماح بالكشف المبكر عن الأفراد المعرضين للخطر. في أحد الاختبارات، تتضمن مخاطر البقعة علامات الخطر الوراثية المعروفة، وربما تسمح باتباع نهج شخصي في الرعاية. ويرتبط الاكتشاف المبكر والمعالجة في الوقت المناسب مع نتائج بصرية فائقة.

## التشخيص
تصوير الأوعية بالفلوريسسيين يسمح بتعيين وتحديد مواقع عمليات الأوعية الدموية غير الطبيعية. يستخدم الآن التصوير المقطعي البصري المتسق من قبل معظم أطباء العيون في تشخيص وتقييم المتابعة في الاستجابة للعلاج باستخدام عقار افاستين أو لوسينتس، التي تحقن في الجسم الزجاجي للعين على فترات مختلفة.

## المعالجة
بعض الأدلة تؤيد انخفاض خطر التنكس البقعي المرتبط بالسن مع زيادة تناول اثنين من الكاروتينات: لوتين وزياكسانثين،
يرتبط تناول الأحماض الدهنية أوميغا-3 (حمض الدوكوساهيكسانويك وحمض ايكوسابنتانويك) مع تقليل تطور (ARMD) المبكر، وبالتزامن مع المؤشر الجلايسيمي المنخفض في الأطعمة مع خفض تطور ARMD المتقدم.
مراجعة قاعدة بيانات كوكرين لمنشورات 2007 وجدت أن استخدام مكملات الفيتامينات والمعادن، منفردة أو مجتمعة، من قبل عامة الناس ليس له أثر على التنكس البقعي المرتبط بالسن وهو اكتشاف كررته مراجعة أخرى. مراجعة كوكرين عام 2006 لآثار للفيتامينات والمعادن على تباطؤ ARMD وجدت نتائجا إيجابية جاءت أساسا من تجربة واحدة كبيرة في الولايات المتحدة (دراسة امراض العيون المرتبطة بالسن) بتمويل من شركة منتجات الرعاية بالعين باوش ولومب التي تصنع أيضا المكملات الغذائية المستخدمة في الدراسة، وقد شكك في تعميم البيانات على أي فئات سكانية أخرى لهم حالات تغذوية مختلفة. شككت المراجعة أيضا في الأضرار المحتملة من مثل هذه المكملات، بالنظر إلى زيادة مخاطر الإصابة بسرطان الرئة لدى المدخنين مع تعاطي كميات عالية من البيتا كاروتين وزيادة خطر الإصابة بقصور القلب لدى السكان المعرضين للخطر الذين يستهلكون مستويات عالية من مكملات فيتامين (E).

## التنبؤ

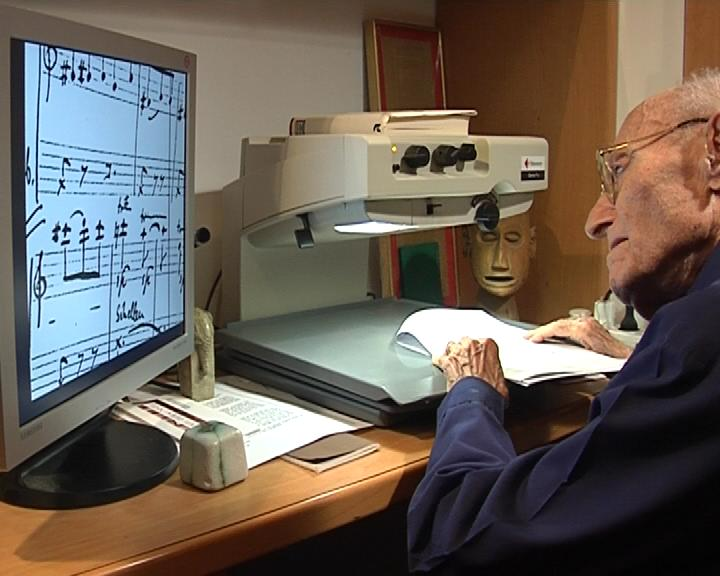
جوزيف تال، وهو ملحن إسرائيلي تأثر من التنكس البقعي، ويقوم بتفحص مخطوطة باستخدام وحدة سطح المكتب تلفزيون الصين المركزي.

يمكن للتنكس البقعي ان يكون مقدما إلى الإصابة بالعمى القانوني والعجز عن القيادة. ويمكن أن يؤدي أيضا إلى صعوبة أو عدم القدرة على القراءة أو مشاهدة الوجوه.
يمكن للأجهزة التكيفية مساعدة الناس على القراءة. وهذه تشمل النظارات المكبرة وعدسات النظارات الخاصة وقارئات شاشة الحاسوب مثل جووز ويندوز. وحدة سطح المكتب تتألف من كاميرا تلفزيون الدائرة المقفلة (CCTV)، وجهاز مراقبة الصورة التلفزيونية وجدول س ص المتحرك وهي أدوات سهلة الاستخدام. توجه هذه الكاميرا إلى كتاب وتتيح للمستخدم تكبير وتضخيم حجم المادة المطبوعة ليتمكن من قراءتها. أنظمة سطح المكتب مثالية لفترات طويلة من القراءة والكتابة. المطبوعات سهلة المنال تهدف إلى توفير مجموعة متنوعة من الخطوط والتنسيقات للكتب المنشورة لجعل قراءتها أسهل. وهذا يشمل خطوط أكبر بكثير للكتب المطبوعة، وأنماط لجعل تتبعها أسهل والكتب المسموعة وكتب ديزي مع كل من النص والصوت.
مع سهولة قص ولصق نص الإنترنت إلى تطبيقات أخرى، يمكن لعملية بسيطة جدا ان تجعل القراءة أسهل بكثير لمرضى التنكس البقعي. فمثلا عكس النص (تغيير الأسود إلى الأبيض والأسود إلى الأبيض) يحل تقريبا مشكلة الضوء الساطع المفرط المحيط بالحروف، وفي نفس الوقت زيادة حجم الخط يقلل منه كذلك. نسخ نص من مقالات الإنترنت ولصقه في برنامج معالجة الكلمات، ثم زيادة حجم الخط وتغيير لون الخلفية في المستند إلى اللون الأسود ولون الخط إلى الأبيض. في نظام التشغيل ماك أو إس عشرة، هذا النوع من الانعكاس البصري يمكن أن يفعل المنظومة عن طريق لوحة الوصول العالمي من تفضيلات النظام (الموجود تحت قائمة أبل في أقصى اليسار في جميع القوائم). خيار تحويل النص إلى كلام والخيارات المساعدة الأخرى متوفرة أيضا هناك.
إغماض العينين نصف اغماضة يحقق النتيجة نفسها كما أنه يقلل أيضا من الضوء الساطع المحيط بالكلمات. هذا يمكن أن يمدد قدرة الأفراد الذين يجدون انه من المستحيل قراءة نص عادي على القراءة سنوات عديدة، مع هذا التعديل البسيط.
لأن الرؤية المحيطية لا تتأثر، يمكن للناس المصابين بالتنكس البقعي تعلم كيفية استخدام رؤيتهم المتبقية لمواصلة معظم الأنشطة. المساعدة والموارد متاحة في العديد من البلدان وفي كل ولاية في الولايات المتحدة. كذلك يتم إعطاء دروس في «العيش المستقل»، ويمكن الحصول على بعض التكنولوجيا من وزارة الدولة لإعادة التأهيل.

## اختبار شبكة آمسلر
اختبار شبكة آمسلر هو واحد من أبسط الطرق وأكثرها فعالية على المرضى لمراقبة صحة البقعة. شبكة آمسلر في جوهرها، رسم من الخطوط المتقاطعة (مطابقة لورقة الرسم البياني) مع نقطة سوداء في وسطها. يتم استخدام النقطة السوداء المركزية لتثبيت النظر (مكان تحديق العين). مع الرؤية الطبيعية، فإن جميع الخطوط التي تحيط بالنقطة السوداء سوف تبدو مستقيمة ومتباعدة بالتساوي بدون فقدان مناطق أو ظهور مناطق غريبة عند التركيز على النقطة السوداء المركزية في الشبكة. عندما يكون هناك مرض يؤثر على البقعة كما في التنكس البقعي، يمكن للخطوط أن تبدو منحنية ومشوهة و/ أو مفقودة. انظر مقطع فيديو حول كيفية استخدام شبكة آمسلر هنا: وشاهد صورة متحركة تظهر شبكة آمسلر في المصابين بالتنكس البقعي هنا:.

معدل السنة الحياتية للإعاقة للتنكس البقعي (أمراض أعضاء الإحساس) لكل 100000 نسمة في 2004.
لا توجد بيانات
أقل من 100
100-114
114-128
128-142
142-156
156-170
170-184
184-198
198-212
212-226
226-240
أكثر من 240

## قراءات اضافية
- - Bradley، D T؛ Zipfel، P F؛ Hughes، A E (2011). "المتممة في التنكس البقعي المرتبط بالسن: التركيز على الوظيفة". العين. DOI:10.1038/eye.2011.37.